# Filadelfia (imię)
Filadelfia – imię żeńskie pochodzenia greckiego, od φιλεω (fileo) - "kochać" i αδελφος (adelfos) - "brat", co oznaczało "braterska miłość". Patronem tego imienia jest św. Filadelf, wspominany razem ze swoimi braćmi, św. Alfiuszem i Cyrynem (III wiek). 
Filadelfia imieniny obchodzi 10 maja.
Męski odpowiednik: Filadelf